# Amblyopone gingivalis
Amblyopone gingivalis é uma espécie de formiga do gênero Amblyopone.